# Patrick Cescau
Patrick Cescau, né à Paris le 27 septembre 1948, est un industriel français.
Il a été PDG de 2004 à 2008 d'Unilever une société hollando-britannique parmi les 150 plus grandes sociétés du monde par le chiffre d'affaires.

## Formation
Patrick Cescau est diplômé de l'ESSEC de Paris et titulaire d'un MBA de l'INSEAD.

## Parcours
Patrick Cescau intègre Unilever en 1973 et y réalise l'ensemble de sa carrière.

Il commence en tant que consultant en organisation interne puis occupe le poste de contrôleur de gestion avant de s'en aller pour l'Allemagne où il sera nommé chef comptable de la branche alimentaire du groupe. Il est ensuite de retour au siège à Rotterdam. Puis, sa carrière internationale prend un nouveau tournant jusqu'à sa retraite d'Unilever en 2008 :
- 1990 : il est nommé DG Unilever Portugal
- 1992 : DG Unilever Indonésie, l'un des principaux marchés du groupe.
- 1996 : DG de Van den Bergh Foods, une filiale américaine du groupe.
- 1997 : DG Lipton, filiale du groupe
- 1999 : Directeur financier du Groupe Unilever
- 2000 : il est chargé de piloter l'intégration de Bestfoods au sein du groupe
- 2001 : il prend la direction de l'ensemble de la filiale alimentaire du groupe
- 2004 : il est nommé PDG du groupe Unilever
- 2008 : il prend sa retraite de PDG d'Unilever[2]